# Sudbury (Massachusetts)
Sudbury é uma vila localizada no condado de Middlesex no estado estadounidense de Massachusetts. No Censo de 2010 tinha uma população de 17.659 habitantes e uma densidade populacional de 275,46 pessoas por km².

## Geografia
Sudbury encontra-se localizado nas coordenadas 42° 23′ 00″ N, 71° 25′ 16″ O. Segundo o Departamento do Censo dos Estados Unidos, Sudbury tem uma superfície total de 64.11 km², da qual 62.86 km² correspondem a terra firme e (1.94%) 1.24 km² é água.

## Demografia
Segundo o censo de 2010, tinha 17.659 pessoas residindo em Sudbury. A densidade populacional era de 275,46 hab./km². Dos 17.659 habitantes, Sudbury estava composto pelo 90.81% brancos, o 0.84% eram afroamericanos, o 0.05% eram amerindios, o 5.9% eram asiáticos, o 0.05% eram insulares do Pacífico, o 0.56% eram de outras raças e o 1.79% pertenciam a duas ou mais raças. Do total da população o 1.98% eram hispanos ou latinos de qualquer raça.